# Cheiul Kutuzov

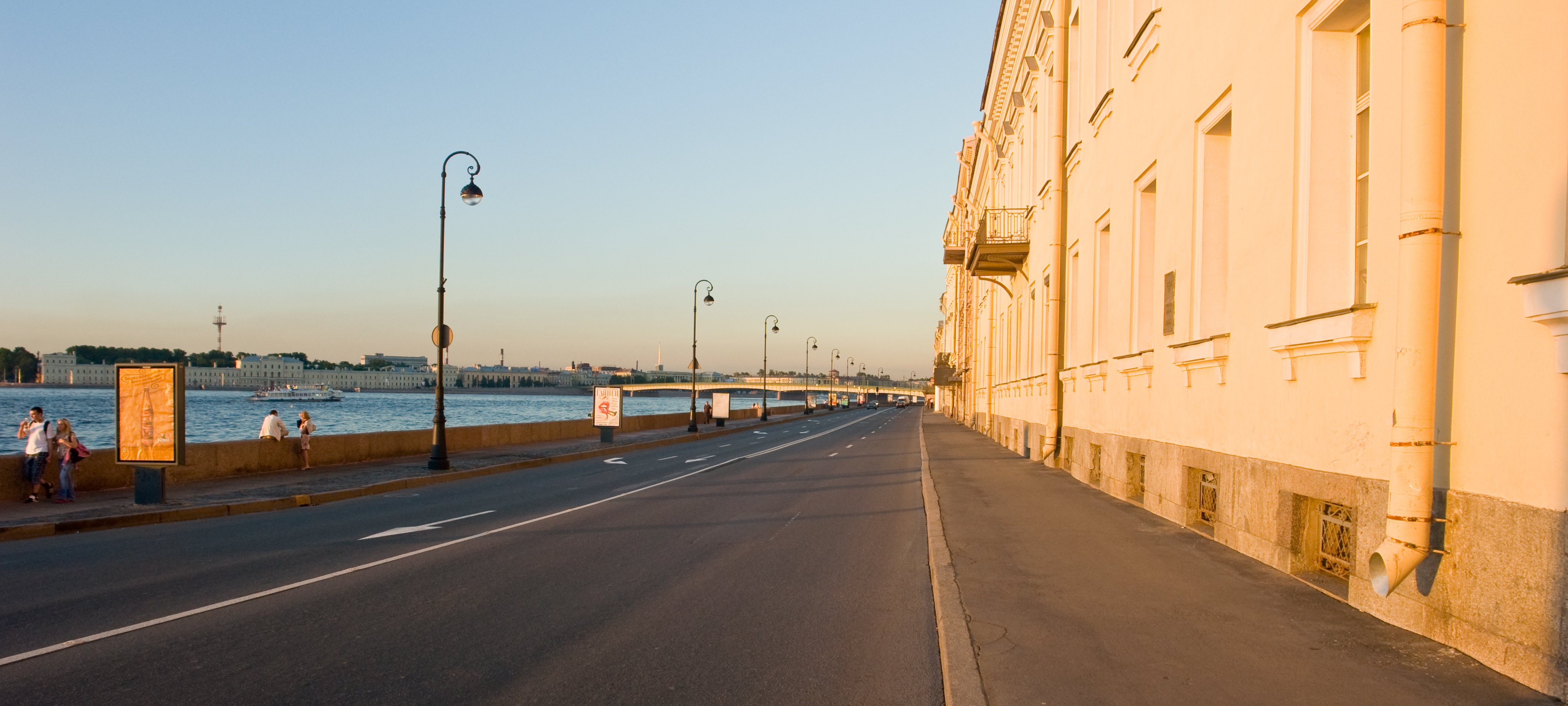
Cheiul Kutuzov.

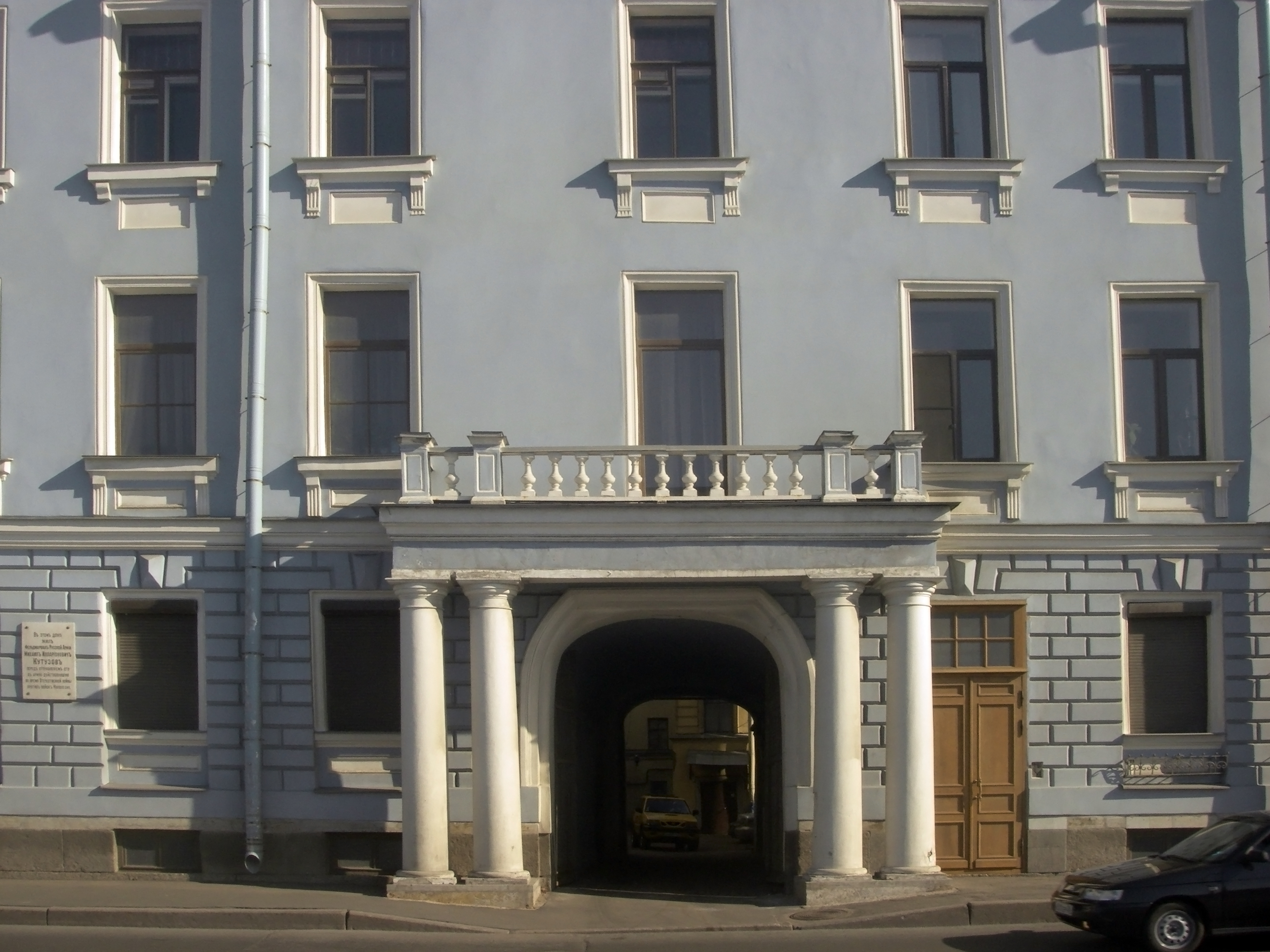
Intrarea în casa prințului Kutuzov

Cheiul Kutuzov, cunoscut anterior sub numele de Cheiul Francez, (în rusă Набережная Кутузова, transliterat: Naberejnaia Kutuzova) este o stradă situată pe malul stâng al râului Neva, în centrul orașului Sankt Petersburg. Ea a fost cunoscută sub numele de Cheiul Francez la începutul secolului al XX-lea, deoarece aici se afla clădirea ce adăpostea Ambasada Franței. Strada a fost redenumită mai târziu după feldmareșalul-prinț Mihail Kutuzov, comandantul Armatei Ruse în timpul Războiului Ruso-Francez din 1812-1814.

## Localizare
Strada continuă cheiul Robespierre, începând de la intersecția acestuia cu Liteinîi Prospekt în dreptul Podului Liteinîi, și se termină la confluența râului Fontanka cu râul Neva, traversat de podul Prașcecinîi (podul spălătoriei), unde Cheiul Kutuzov devine Cheiul Palatului. Cheiul Kutuzov este locul de unde încep Liteinîi Prospekt, străduța Kricevski, strada Gagarin și cheiul Fontanka.

## Istoric
Inițial, cheiul Kutuzov nu era decât partea de început a Cheiului Palatului. Această parte a fost redenumită cheiul Gagarin în 1860, deoarece depozitele de cânepă ale familiei Gagarin se aflau vizavi, de cealaltă parte a râului Neva. Cheiul a purtat apoi numele de cheiul francez, începând din 1902, în perioada alianței franco-ruse, căci aici se afla sediul Ambasadei Franței în Rusia.
Cheiul Francez a primit numele de cheiul Jaurès în 1918, în onoarea militantului socialist francez, și în 1945 de cheiul Kutuzov, ca un omagiu adus învingătorului lui Napoleon. Feldmareșalul rus a locuit în clădirea de la nr. 30.  